# اتحادیه آگارداری
اتحادیه آگارداری (به لاتین: Agardari Union) یک منطقهٔ مسکونی در بنگلادش است که در Satkhira Sadar Upazila واقع شده‌است.